# Llista d'ocells d'Israel
Aquesta llista d'ocells d'Israel inclou totes les espècies d'ocells trobats a Israel: 545, de les quals 14 es troben globalment amenaçades d'extinció i 18 hi foren introduïdes.
Els ocells s'ordenen per famílies i espècies:

## Struthionidae
- Struthio camelus
- Struthio molybdophanes

## Gaviidae
- Gavia stellata
- Gavia arctica

## Podicipedidae
- Tachybaptus ruficollis
- Podiceps grisegena
- Podiceps cristatus
- Podiceps auritus
- Podiceps nigricollis

## Diomedeidae
- Thalassarche cauta

## Procellariidae
- Pterodroma incerta
- Pterodroma mollis
- Pterodroma feae
- Calonectris leucomelas
- Calonectris diomedea
- Puffinus carneipes
- Puffinus gravis
- Puffinus griseus
- Puffinus puffinus
- Puffinus mauretanicus
- Puffinus yelkouan
- Puffinus assimilis
- Puffinus lherminieri
- Puffinus persicus

## Hydrobatidae
- Oceanites oceanicus
- Hydrobates pelagicus
- Oceanodroma castro
- Oceanodroma leucorhoa
- Oceanodroma monorhis

## Phaethontidae
- Phaethon aethereus

## Pelecanidae
- Pelecanus onocrotalus
- Pelecanus rufescens
- Pelecanus crispus

## Sulidae
- Morus bassanus
- Sula dactylatra
- Sula leucogaster

## Phalacrocoracidae
- Phalacrocorax carbo
- Phalacrocorax aristotelis
- Phalacrocorax pygmaeus

## Anhingidae
- Anhinga melanogaster

## Fregatidae
- Fregata ariel

## Ardeidae
- Ardea cinerea
- Ardea melanocephala
- Ardea goliath
- Ardea purpurea
- Ardea alba
- Egretta ardesiaca
- Egretta intermedia
- Egretta gularis
- Egretta garzetta
- Ardeola ralloides
- Bubulcus ibis
- Butorides striata
- Nycticorax nycticorax
- Botaurus stellaris

## Ciconiidae
- Mycteria ibis
- Ciconia nigra
- Ciconia ciconia
- Leptoptilos crumeniferus

## Threskiornithidae
- Geronticus eremita
- Plegadis falcinellus
- Platalea leucorodia

## Phoenicopteridae
- Phoenicopterus roseus

## Anatidae
- Dendrocygna javanica
- Cygnus olor
- Cygnus cygnus
- Cygnus columbianus
- Anser albifrons
- Anser erythropus
- Anser anser
- Branta ruficollis
- Alopochen aegyptiacus
- Tadorna ferruginea
- Tadorna tadorna
- Anas penelope
- Anas strepera
- Anas crecca
- Anas capensis
- Anas platyrhynchos
- Anas acuta
- Anas erythrorhyncha
- Anas querquedula
- Anas clypeata
- Marmaronetta angustirostris
- Netta rufina
- Netta erythrophthalma
- Aythya ferina
- Aythya nyroca
- Aythya fuligula
- Aythya marila
- Somateria mollissima
- Clangula hyemalis
- Melanitta fusca
- Bucephala clangula
- Mergellus albellus
- Mergus serrator
- Mergus merganser
- Oxyura leucocephala

## Pandionidae
- Pandion haliaetus

## Accipitridae
- Pernis apivorus
- Pernis ptilorhynchus
- Elanus caeruleus
- Milvus milvus
- Milvus migrans
- Haliaeetus albicilla
- Gypaetus barbatus
- Neophron percnopterus
- Gyps fulvus
- Aegypius monachus
- Torgos tracheliotus
- Circaetus gallicus
- Terathopius ecaudatus
- Circus aeruginosus
- Circus cyaneus
- Circus macrourus
- Circus pygargus
- Melierax metabates
- Accipiter badius
- Accipiter brevipes
- Accipiter nisus
- Accipiter gentilis
- Buteo buteo
- Buteo rufinus
- Buteo lagopus
- Aquila pomarina
- Aquila clanga
- Aquila rapax
- Aquila nipalensis
- Aquila heliaca
- Aquila chrysaetos
- Aquila verreauxii
- Aquila fasciatus
- Aquila pennatus

## Falconidae
- Falco naumanni
- Falco tinnunculus
- Falco vespertinus
- Falco eleonorae
- Falco concolor
- Falco columbarius
- Falco subbuteo
- Falco biarmicus
- Falco cherrug
- Falco pelegrinoides
- Falco peregrinus

## Phasianidae
- Alectoris chukar
- Ammoperdix heyi
- Francolinus francolinus
- Coturnix coturnix

## Gruidae
- Anthropoides virgo
- Grus grus

## Rallidae
- Rallus aquaticus
- Crex crex
- Porzana parva
- Porzana pusilla
- Porzana porzana
- Porphyrio porphyrio
- Gallinula chloropus
- Fulica atra

## Otididae
- Otis tarda
- Chlamydotis macqueenii
- Tetrax tetrax

## Rostratulidae
- Rostratula benghalensis

## Dromadidae
- Dromas ardeola

## Haematopodidae
- Haematopus ostralegus

## Recurvirostridae
- Himantopus himantopus
- Recurvirostra avosetta

## Burhinidae
- Burhinus oedicnemus

## Glareolidae
- Cursorius cursor
- Glareola pratincola
- Glareola maldivarum
- Glareola nordmanni

## Charadriidae
- Vanellus vanellus
- Vanellus spinosus
- Vanellus tectus
- Vanellus indicus
- Vanellus gregarius
- Vanellus leucurus
- Pluvialis fulva
- Pluvialis apricaria
- Pluvialis squatarola
- Charadrius hiaticula
- Charadrius dubius
- Charadrius pecuarius
- Charadrius alexandrinus
- Charadrius mongolus
- Charadrius leschenaultii
- Charadrius asiaticus
- Charadrius morinellus

## Scolopacidae
- Scolopax rusticola
- Lymnocryptes minimus
- Gallinago stenura
- Gallinago media
- Gallinago gallinago
- Limnodromus scolopaceus
- Limosa limosa
- Limosa lapponica
- Numenius phaeopus
- Numenius tenuirostris
- Numenius arquata
- Tringa erythropus
- Tringa totanus
- Tringa stagnatilis
- Tringa nebularia
- Tringa flavipes
- Tringa ochropus
- Tringa glareola
- Xenus cinereus
- Actitis hypoleucos
- Arenaria interpres
- Calidris tenuirostris
- Calidris canutus
- Calidris alba
- Calidris pusilla
- Calidris ruficollis
- Calidris minuta
- Calidris temminckii
- Calidris subminuta
- Calidris fuscicollis
- Calidris bairdii
- Calidris melanotos
- Calidris ferruginea
- Calidris alpina
- Limicola falcinellus
- Philomachus pugnax
- Phalaropus lobatus
- Phalaropus fulicarius

## Stercorariidae
- Stercorarius maccormicki
- Stercorarius skua
- Stercorarius pomarinus
- Stercorarius parasiticus
- Stercorarius longicaudus

## Laridae
- Larus leucophthalmus
- Larus hemprichii
- Larus canus
- Larus audouinii
- Larus marinus
- Larus hyperboreus
- Larus argentatus
- Larus fuscus
- Larus heuglini
- Larus cachinnans
- Larus armenicus
- Larus michahellis
- Larus ichthyaetus
- Larus brunnicephalus
- Larus cirrocephalus
- Larus ridibundus
- Larus genei
- Larus melanocephalus
- Larus pipixcan
- Larus minutus
- Xema sabini
- Rissa tridactyla

## Sternidae
- Sterna nilotica
- Sterna caspia
- Sterna bengalensis
- Sterna sandvicensis
- Sterna bergii
- Sterna dougallii
- Sterna hirundo
- Sterna paradisaea
- Sterna albifrons
- Sterna saundersi
- Sterna repressa
- Sterna anaethetus
- Sterna fuscata
- Chlidonias hybridus
- Chlidonias leucopterus
- Chlidonias niger

## Rynchopidae
- Rynchops flavirostris

## Pteroclidae
- Pterocles alchata
- Pterocles senegallus
- Pterocles orientalis
- Pterocles coronatus
- Pterocles lichtensteinii

## Columbidae
- Columba livia
- Columba oenas
- Columba palumbus
- Streptopelia turtur
- Streptopelia orientalis
- Streptopelia decaocto
- Streptopelia roseogrisea
- Streptopelia senegalensis
- Oena capensis

## Psittacidae
- Psittacula krameri
- Myiopsitta monachus

## Cuculidae
- Clamator glandarius
- Cuculus canorus
- Cuculus horsfieldi
- Chrysococcyx caprius

## Tytonidae
- Tyto alba

## Strigidae
- Otus brucei
- Otus senegalensis
- Otus scops
- Otus sunia
- Bubo bubo
- Bubo ascalaphus
- Ketupa zeylonensis
- Strix aluco
- Strix butleri
- Athene noctua
- Asio otus
- Asio flammeus

## Caprimulgidae
- Caprimulgus europaeus
- Caprimulgus aegyptius
- Caprimulgus nubicus

## Apodidae
- Tachymarptis melba
- Apus apus
- Apus pallidus
- Apus affinis

## Alcedinidae
- Alcedo atthis
- Halcyon smyrnensis
- Ceryle rudis

## Meropidae
- Merops orientalis
- Merops persicus
- Merops apiaster

## Coraciidae
- Coracias garrulus

## Upupidae
- Upupa epops

## Picidae
- Jynx torquilla
- Dendrocopos syriacus

## Alaudidae
- Eremopterix nigriceps
- Eremopterix signata
- Ammomanes cincturus
- Ammomanes deserti
- Alaemon alaudipes
- Ramphocoris clotbey
- Melanocorypha calandra
- Melanocorypha bimaculata
- Calandrella brachydactyla
- Calandrella acutirostris
- Calandrella rufescens
- Eremalauda dunni
- Galerida cristata
- Lullula arborea
- Alauda arvensis
- Alauda gulgula
- Eremophila alpestris
- Eremophila bilopha

## Hirundinidae
- Riparia riparia
- Riparia paludicola
- Ptyonoprogne rupestris
- Ptyonoprogne fuligula
- Hirundo rustica
- Hirundo aethiopica
- Cecropis daurica
- Delichon urbica

## Motacillidae
- Motacilla alba
- Motacilla citreola
- Motacilla flava
- Motacilla cinerea
- Anthus richardi
- Anthus campestris
- Anthus godlewskii
- Anthus similis
- Anthus trivialis
- Anthus hodgsoni
- Anthus pratensis
- Anthus cervinus
- Anthus spinoletta
- Anthus rubescens

## Pycnonotidae
- Pycnonotus xanthopygos
- Pycnonotus leucogenys

## Regulidae
- Regulus regulus

## Bombycillidae
- Bombycilla garrulus

## Hypocoliidae
- Hypocolius ampelinus

## Troglodytidae
- Troglodytes troglodytes

## Prunellidae
- Prunella collaris
- Prunella ocularis
- Prunella atrogularis
- Prunella modularis

## Turdidae
- Monticola saxatilis
- Monticola solitarius
- Turdus torquatus
- Turdus merula
- Turdus obscurus
- Turdus ruficollis
- Turdus naumanni
- Turdus pilaris
- Turdus iliacus
- Turdus philomelos
- Turdus viscivorus

## Cisticolidae
- Cisticola juncidis
- Scotocerca inquieta
- Prinia gracilis

## Sylviidae
- Cettia cetti
- Locustella naevia
- Locustella certhiola
- Locustella fluviatilis
- Locustella luscinioides
- Acrocephalus melanopogon
- Acrocephalus schoenobaenus
- Acrocephalus agricola
- Acrocephalus scirpaceus
- Acrocephalus dumetorum
- Acrocephalus palustris
- Acrocephalus arundinaceus
- Acrocephalus orientalis
- Acrocephalus stentoreus
- Acrocephalus griseldis
- Hippolais caligata
- Hippolais pallida
- Hippolais languida
- Hippolais olivetorum
- Hippolais icterina
- Phylloscopus trochilus
- Phylloscopus collybita
- Phylloscopus sindianus
- Phylloscopus orientalis
- Phylloscopus sibilatrix
- Phylloscopus fuscatus
- Phylloscopus schwarzi
- Phylloscopus proregulus
- Phylloscopus inornatus
- Phylloscopus humei
- Phylloscopus trochiloides
- Sylvia atricapilla
- Sylvia borin
- Sylvia communis
- Sylvia curruca
- Sylvia nana
- Sylvia nisoria
- Sylvia crassirostris
- Sylvia leucomelaena
- Sylvia rueppelli
- Sylvia cantillans
- Sylvia melanocephala
- Sylvia melanothorax
- Sylvia mystacea
- Sylvia conspicillata

## Muscicapidae
- Muscicapa striata
- Ficedula hypoleuca
- Ficedula albicollis
- Ficedula semitorquata
- Ficedula parva
- Erithacus rubecula
- Luscinia luscinia
- Luscinia megarhynchos
- Luscinia svecica
- Tarsiger cyanurus
- Irania gutturalis
- Cercotrichas galactotes
- Cercotrichas podobe
- Phoenicurus erythronota
- Phoenicurus ochruros
- Phoenicurus phoenicurus
- Saxicola maura
- Saxicola rubetra
- Saxicola rubicola
- Saxicola caprata
- Oenanthe leucopyga
- Oenanthe monacha
- Oenanthe leucura
- Oenanthe oenanthe
- Oenanthe lugens
- Oenanthe finschii
- Oenanthe picata
- Oenanthe moesta
- Oenanthe pleschanka
- Oenanthe cypriaca
- Oenanthe hispanica
- Oenanthe xanthoprymna
- Oenanthe deserti
- Oenanthe isabellina
- Cercomela melanura

## Timaliidae
- Turdoides squamiceps

## Paradoxornithidae
- Panurus biarmicus

## Paridae
- Poecile lugubris
- Periparus ater
- Parus major

## Sittidae
- Sitta europaea
- Sitta neumayer

## Tichodromidae
- Tichodroma muraria

## Remizidae
- Remiz pendulinus

## Nectariniidae
- Cinnyris oseus

## Oriolidae
- Oriolus oriolus

## Laniidae
- Lanius collurio
- Lanius isabellinus
- Lanius schach
- Lanius meridionalis
- Lanius minor
- Lanius nubicus
- Lanius senator

## Corvidae
- Garrulus glandarius
- Pyrrhocorax pyrrhocorax
- Pyrrhocorax graculus
- Corvus monedula
- Corvus splendens
- Corvus frugilegus
- Corvus ruficollis
- Corvus rhipidurus
- Corvus corax
- Corvus cornix

## Sturnidae
- Acridotheres tristis
- Acridotheres burmannicus
- Pastor roseus
- Sturnus vulgaris
- Onychognathus tristramii

## Estrildidae
- Euodice malabarica

## Emberizidae
- Emberiza citrinella
- Emberiza leucocephalos
- Emberiza cia
- Emberiza cineracea
- Emberiza hortulana
- Emberiza caesia
- Emberiza striolata
- Emberiza pusilla
- Emberiza rustica
- Emberiza aureola
- Emberiza melanocephala
- Emberiza bruniceps
- Emberiza schoeniclus
- Emberiza calandra

## Fringillidae
- Fringilla coelebs
- Fringilla montifringilla
- Carpodacus erythrinus
- Carpodacus synoicus
- Loxia curvirostra
- Carduelis chloris
- Carduelis spinus
- Carduelis carduelis
- Carduelis cannabina
- Serinus pusillus
- Serinus serinus
- Serinus syriacus
- Coccothraustes coccothraustes
- Rhodopechys sanguinea
- Bucanetes githaginea
- Rhodospiza obsoleta

## Passeridae
- Passer domesticus
- Passer hispaniolensis
- Passer moabiticus
- Passer montanus
- Petronia xanthocollis
- Petronia petronia
- Carpospiza brachydactyla[1]